# Tyrannasorus rex
«  Tyrannasorus » redirige ici. Ne pas confondre avec Tyrannosaurus.
Cet article possède un paronyme, voir Tyrannosaurus rex.
Genre
Espèce
Tyrannasorus rex, unique représentant du genre Tyrannasorus, est une espèce éteinte de coléoptères de la famille des Hybosoridae. L'espèce et le genre ont été décrits par Brett C. Ratcliffe et Federico Carlos Ocampo en 2001.

## Distribution
Cette espèce a été découverte dans l'ambre de l'arbre Hymenaea protera en République dominicaine. Elle date du Miocène.

## Description
L'holotype et unique spécimen connu est considéré comme femelle, en raison de ses similitudes avec les femelles du genre Apalonychus. Il a été piégé dans la résine produite par Hymenaea protera, un arbre également éteint. Son ambre avait d'abord été daté de l'Oligocène ou de l'Éocène, mais ces datations sont aujourd'hui remises en cause, et il est généralement admis qu'il s'est formé entre la fin du Miocène inférieur et le Miocène moyen, il y a environ entre 15 et 20 millions d'années. Ce morceau d'ambre provient de la République dominicaine, probablement de la chaîne de montagnes au nord de Santiago de los Caballeros. Il est trop sombre pour que la face ventrale de l'insecte puisse être observée.
Contrairement aux autres Hybosoridae des Caraïbes, dont les antennes comportent 10 segments, celles de Tyrannasorus rex n'en possèdent que 9. L'espèce est très similaire aux genres Coilodes et Apalonychus, avec lesquels elle partage un corps convexe sans être tout à fait sphérique et une teinte brun-rouge.
La différence la plus marquante entre Coilodes et Tyrannasorus est la forme de l'extrémité des antennes qui est légèrement concave chez Tyrannasorus et en forme de coupe chez Coilodes. Tyrannasorus possède en outre un labrum plus large que Coilodes et la marge antérieure de son pronotum n'est pas ondulée. Le dernier segment de l'antenne des espèces du genre Apalonychus est bien plus allongé et, contrairement à Tyrannasorus, leurs yeux sont subglose⇔ et facilement visibles depuis la face dorsale. Leur labrum est aussi plus large et la marge antérieure de leur pronotum n'est pas ondulée. Les élytres de Tyrannasorus sont lisses.

## Étymologie
Ce coléoptère a été nommé d'après le dinosaure Tyrannosaurus rex, même si ses découvreurs ont fourni une étymologie basée sur le mot Hybosorus, le genre qui forme la base de la sous-famille des Hybosoridae, à laquelle appartient Tyrannasorus[réf. nécessaire]. La racine vient du latin tyrannus, signifiant « maître » ou « tyran », et le suffixe -sorus signifie « pile » ou « bosse » en latin. Le nom « bosse tyrannique » renverrait au monticule de sève où le spécimen a été piégé,.

### Publication originale
- (en) Ratcliffe & Ocampo, 2001 : Tyrannasorus rex Ratcliffe and Ocampo, a New Genus and Species of Miocene Hybosorid in Amber from the Dominican Republic (Coleoptera: Scarabaeoidea: Hybosoridae). The Coleopterists Bulletin, vol. 55, no 3, p. 351-355 (texte intégral).